# Valeria (1966.)
Valería je meksička crno-bijela telenovela iz 1966. godine. Redatelj ove serije je Julio Alejandro, a producent Ernesto Alonso. Argentinska verzija Valeríje je snimljena 1986. Peruanska serija Milagros slična je Valeríji.

## Radnja
U ovoj je telenoveli prikazana prva pričest glavnog lika, djevojčice Valeríje. Isti je dan Valería svjedočila ubojstvu oca i silovanju majke.

## Uloge
- Rosenda Monteros — Valeria[1]
- Aldo Monti
- Enrique Álvarez Félix[2]